# Charaka

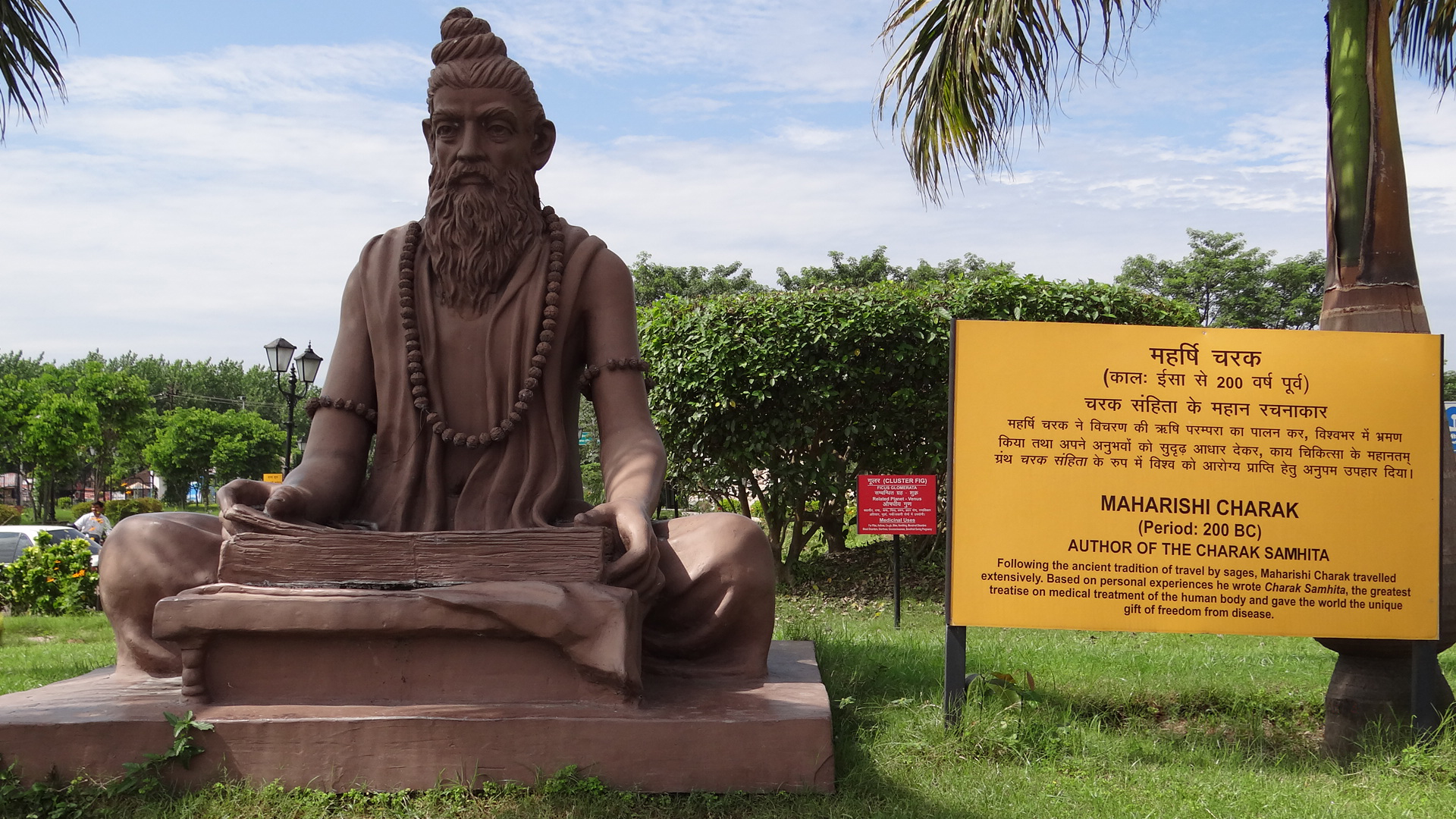
Charaka-Monument auf dem Campus der Yogpeeth Universität

Charaka (Sanskrit चरक, IAST: Caraka, [ʧʌɽʌkʌ]) war ein indischer Arzt. Er soll der Autor der Charaka Samhita gewesen sein, dem Kernstück der traditionellen Literatur des Ayurveda.

## Leben
Die Lebensdaten Charakas können nicht mit Bestimmtheit festgelegt werden. Wie einer chinesischen Übersetzung der Tripitaka aus dem Jahre 427 n. Chr. zu entnehmen ist, war ein Mediziner namens Charaka der Leibarzt des Kuschana-Königs Kanischka, der im 1. bis 2. Jahrhundert n. Chr. lebte. Da aber Charaka zu gewissen Zeiten (möglicherweise schon 2200 v. Chr.) ein häufiger Name für Ärzte gewesen sein konnte, ist es nicht geklärt, ob dieser Charaka auch der Autor der Charaka Samhita war. Die Charaka Samhita ist zusammen mit der von Charaka als Vorlage benutzten Sushruta Samhita das älteste noch erhaltene medizinische Werk Indiens.
Nach der Charaka-Tradition soll es sechs Schulen der Medizin gegeben haben, die von Schülern des Arztes Punarvasu Atreya gegründet worden sein sollen. Jeder dieser Schüler (Agnivesha, Bhela, Jatukarna, Parashara, Harita und Ksharapani) soll eine Samhita (Text) geschrieben haben, wovon die Agnivesha Samhita mit 46.000 Versen, die aber nicht mehr existiert, die beste gewesen sein soll. Die Charaka Samhita soll auf der Agnivesha Samhita basieren. Dridhabala, der um 400 n. Chr. lebte, soll einige Verse des Textes (bis zu einem Fünftel in der Chikitsasthana), die mit der Zeit verlorengingen, neugeschrieben haben.
Die Werke Charakas wurden noch vor dem 8. Jahrhundert ins Arabische übersetzt. Der Name Charakas tritt auch in vielen lateinischen Übersetzungen von arabischen Medizinbüchern auf.
Ayurveda ist in Charakas System in acht Teile unterteilt:
1. Sūtra-sthāna, Allgemeine Prinzipien
2. Nidāna-sthāna, Pathologie
3. Vimāna-sthāna, Diagnostik
4. Śarīra-sthāna, Physiologie und Anatomie
5. Indriya-sthāna, Prognose
6. Cikitsā-sthāna, Therapie
7. Kalpa-sthāna, Pharmazie
8. Siddhi-sthāna, Behandlung

Zentrum der medizinischen Schule war Benares am Ganges. Die Anatomie kennt 62 Glieder, 360 Knochen, 15 Organe und zahlreiche Blutgefäße.